# Mafia serbia
El crimen organizado serbio (en serbio: Cpпска мафија) o mafia serbia (en serbio: Srpska Mafija) es el nombre que reciben las organizaciones criminales de Serbia o compuestas étnicamente por serbios. Los criminales serbios están activos en los países de la Unión Europea y entre sus actividades más comunes están el contrabando, el tráfico de armas y drogas, chantaje, trata de personas, juego ilegal, guardaespaldas y sicarios. 
Las Guerras de Yugoslavia propiciaron una vía de escape a los criminales durante las sanciones económicas que la comunidad internacional impuso a Serbia. Algunos de los criminales serbios fueron contratados como miembros de las fuerzas de seguridad estatal, como Legija, un comandante de los Tigres de Arkan, que tras la guerra se renombró JSO (conocidos como los Boinas rojas), y planeó el asesinato del primer ministro de Serbia Zoran Đinđić en 2003.